# Pyronemataceae
Famille
Les Pyronemataceae sont une famille de champignons de l'ordre des Pezizales comprenant près de 80 genres.

## Liste des genres
Selon Myconet :